# Miss Vietnam
Miss Vietnam (Hoa hậu Việt Nam) è un concorso di bellezza che si tiene annualmente in Vietnam sin dal 1988. 
Miss Vietnam è stato il primo concorso di bellezza nazionale organizzato dopo l'unificazione del paese. Inizialmente il concorso era organizzato dal quotidiano Tien Phong, ed era appunto intitolato Miss Tien Phong, e si teneva ogni due anni. Dal 2002 il concorso è stato ufficialmente ribattezzato Miss Vietnam: attraverso il concorso viene scelta la rappresentante vietnamita per Miss Mondo.
Attraverso Miss Universo Vietnam (Hoa hậu Hoàn vũ Việt Nam) invece viene scelta la rappresentante per Miss Universo.

## Albo d'oro

### Miss Vietnam
| Anno | Miss Vietnam          |
| ---- | --------------------- |
| 1988 | Bui Bich Phuong       |
| 1990 | Nguyen Dieu Hoa       |
| 1992 | Ha Kieu Anh           |
| 1994 | Nguyen Thu Thuy       |
| 1996 | Nguyen Thien Nga      |
| 1998 | Nguyen Thi Ngoc Khanh |
| 2000 | Phan Thu Ngan         |
| 2002 | Pham Thi Mai Phuong   |
| 2004 | Nguyễn Thị Huyền      |
| 2006 | Mai Phương Thúy       |
| 2008 | Tran Thi Thuy Dung    |
| 2010 | Đặng Thị Ngọc Hân     |
| 2012 | Đặng Thu Thảo         |
| 2014 | Nguyễn Cao Kỳ Duyên   |
| 2016 | Đỗ Mỹ Linh            |
| 2018 | Trần Tiểu Vy          |

### Miss Mondo Vietnam
| Anno | Rappresentante         | Piazzamento |
| ---- | ---------------------- | ----------- |
| 2002 | Phạm Thị Mai Phương    | Top 20      |
| 2003 | Nguyễn Đình Thụy Quân  |             |
| 2004 | Nguyễn Thị Huyền       | Top 15      |
| 2005 | Vũ Hương Giang         |             |
| 2006 | Mai Phương Thúy        | Top 17      |
| 2007 | Đặng Minh Thu          |             |
| 2008 | Dương Trương Thiên Lý  |             |
| 2009 | Trần Thị Hương Giang   | Top 16      |
| 2010 | Nguyễn Ngọc Kiều Khanh |             |
| 2011 | Victoria Phạm Thúy Vy  |             |
| 2012 | Vũ Thị Hoàng My        |             |
| 2013 | Lại Hương Thảo         |             |
| 2014 | Nguyễn Thị Loan        | Top 25      |
| 2015 | Trần Ngọc Lan Khuê     | Top 11      |
| 2016 | Trương Thị Diệu Ngọc   |             |
| 2017 | Đỗ Mỹ Linh             | Top 40      |
| 2018 | Trần Tiểu Vy           | Top 30      |

### Miss Universo Vietnam
| Anno | Rappresentante     | Piazzamento |
| ---- | ------------------ | ----------- |
| 2004 | Hoàng Khánh Ngọc   |             |
| 2005 | Phạm Thu Hằng      |             |
| 2008 | Nguyễn Thùy Lâm    | Top 15      |
| 2009 | Võ Hoàng Yến       |             |
| 2011 | Vũ Thị Hoàng My    |             |
| 2012 | Lưu Thị Diễm Hương |             |
| 2013 | Trương Thị May     |             |
| 2015 | Phạm Hương         |             |
| 2016 | Đặng Thị Lệ Hằng   |             |
| 2017 | Nguyễn Thị Loan    |             |
| 2018 | H'Hen Niê          | Top 5       |
| 2019 | Hoàng Thùy         |             |